# Rågelund
Rågelund er en bebyggelse i den østlige del af Åsum Sogn. Bebyggelsen ligger ved vejen fra Åsum til Marslev og er domineret af Rågelund Efterskole og en række landbrugsejendomme. Gennem Rågelund løber Vejrup Å.